# Латинський кубок 1955
Шостий розіграш Латинського кубка, що проводився з 22 червня по 26 червня 1955 року. Цей міжнародний футбольний клубний турнір розігрувався переможцями національних чемпіонатів Іспанії, Італії, Португалії та Франції. Країною-господаркою була Франція. Переможцем вперше став іспанський «Реал» (Мадрид). 
Кубок був заснований футбольними федераціями чотирьох романськомовних країн Західної Європи. Матчі кубку проводились в одній країні, по черзі в кожній з країн-учасниць. Розіграш кубка влаштовувався влітку по закінченні поточного сезону національних чемпіонатів. Змагання складалися з двох півфіналів, матчу за третє місце і фінального матчу.

## Учасники
| N° | Країна     | Команда         | Ліга                                  |
| -- | ---------- | --------------- | ------------------------------------- |
| 1  | Італія     | «Мілан»         | 1 місце чемпіонату Італії 1954-55     |
| 2  | Іспанія    | «Реал» (Мадрид) | 1 місце чемпіонату Іспанії 1954-55    |
| 3  | Португалія | «Белененсеш»    | 2 місце чемпіонату Португалії 1954-55 |
| 4  | Франція    | «Реймс»         | 1 місце чемпіонату Франції 1954-55    |

## Півфінали
| 22.06.1955 |

| «Реймс»                                    | 3:2 (1:1, 1:1, 1:0) | «Мілан»                                 |
| ------------------------------------------ | ------------------- | --------------------------------------- |
| Леон Гловацький 43', 138' Жан Темплін 100' | (Протокол)          | 26' Йорген Соренсен 115' Нільс Лідгольм |

| «Парк де Пренс», Париж Арбітр: Жозе Вієйра да Кошта |

«Реймс»: Поль Сінібальді, Сімон Зімні, Робер Жонке, Рауль Жірадо, Арман Пенверн, Робер Сьятка, Мішель Ідальго, Леон Гловацький, Раймон Копа, Рене Бліяр, Жан Темплін, тренер: Альбер Батте.
«Мілан»: Лоренцо Буффон, Ерос Бералдо, Маріо Бергамаскі, Франко Педроні, Франческо Дзагатті, Нільс Лідгольм, Хуан-Альберто Скьяффіно, Едуардо Ріканьї, Гуннар Нордаль, Амлето Фріньяні, Йорген Соренсен, Тренер: Етторе Пурічеллі.
| 22.06.1955 |

| «Реал» (Мадрид)                                 | 2:0 (1:0)  | ««Белененсеш»» |
| ----------------------------------------------- | ---------- | -------------- |
| Хосе Марія Саррага 14' Хосе Луїс Перес-Пайя 60' | (Протокол) |                |

| «Парк де Пренс», Париж Арбітр: Вінченцо Орландіні |

«Реал»: Хуан Алонсо, Рафаель Лесмес, Хоакін Оліва, Хоакін Наварро, Мігель Муньйос, Хосе Марія Саррага, Луїс Моловни, Хосе Луїс Перес-Пайя, Альфредо Ді Стефано, Ектор Ріаль, Франсіско Хенто, тренер: Хосе Вільялонга.
«Белененсеш»: Жозе Перейра, Вісенте Лукаш, Серафім даш Невіш, Карлуш Сілва, Раул Фігейреду, Франсішку Піріш, Мігел ді Паче, Тіту, Мататеу, Рікарду Періш, Жозе Дімаш, тренер: Фернанду Рієра.

## За третє місце
| 25.06.1955 |

| «Мілан»                                     | 3:1 (1:0)  | ««Белененсеш»» |
| ------------------------------------------- | ---------- | -------------- |
| Едуардо Ріканьї 16', 73' Гуннар Нордаль 83' | (Протокол) | 81' Мататеу    |

| «Парк де Пренс», Париж Арбітр: Хуан Гардезабаль Гарай |

«Мілан»: Лоренцо Буффон, Ерос Бералдо, Чезаре Мальдіні, Франко Педроні, Франческо Дзагатті, Артуро Сільвестрі, Омеро Тоньйон, Едуардо Ріканьї, Гуннар Нордаль, Валентіно Валлі, Амлето Фріньяні, Альбано Вікаріотто, Тренер: Етторе Пурічеллі.
«Белененсеш»: Жозе Перейра, Вісенте Лукаш, Серафім даш Невіш, Карлуш Сілва, Раул Фігейреду, Франсишку Піріш, Мігел ді Паче, Тіту, Мататеу, Рікарду Періш, Жозе Дімаш, тренер: Фернанду Рієра.

## Фінал
| 26 червня 1955 |

| «Реал»              | 2:0 (1:0)  | «Реймс» |
| ------------------- | ---------- | ------- |
| Ектор Ріаль 7', 69' | (протокол) |         |

| «Парк де Пренс», Париж Арбітр: Фернандеш Жоакім |

|                 |    |                      |  |
|                 |    |                      |  |
| ВР              | 1  | Хуан Алонсо          |  |
| ЗХ              | 2  | Хоакін Наварро       |  |
| ЗХ              | 3  | Хоакін Оліва         |  |
| ЗХ              | 4  | Анхель Атьєнса       |  |
| ПЗ              | 5  | Мігель Муньйос       |  |
| ПЗ              | 6  | Хосе Марія Саррага   |  |
| НП              | 7  | Луїс Моловни         |  |
| НП              | 8  | Хосе Луїс Перес-Пайя |  |
| НП              | 9  | Альфредо Ді Стефано  |  |
| НП              | 10 | Ектор Ріаль          |  |
| НП              | 11 | Франсіско Хенто      |  |
| Тренер:         |    |                      |  |
| Хосе Вільялонга |    |                      |  |

|                  |    |                 |  |
|                  |    |                 |  |
| ВР               | 1  | Поль Сінібальді |  |
| ЗХ               | 2  | Сімон Зімні     |  |
| ЗХ               | 3  | Робер Жонке     |  |
| ЗХ               | 4  | Рауль Жірадо    |  |
| ПЗ               | 5  | Арман Пенверн   |  |
| ПЗ               | 6  | Робер Сьятка    |  |
| НП               | 7  | Мішель Ідальго  |  |
| НП               | 8  | Леон Гловацький |  |
| НП               | 9  | Раймон Копа     |  |
| НП               | 10 | Рене Бліяр      |  |
| НП               | 11 | Жан Темплін     |  |
| Головний тренер: |    |                 |  |
| Альбер Батте     |    |                 |  |

## Найкращі бомбардири

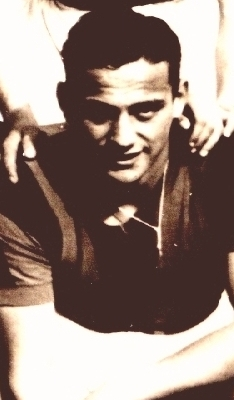
Ектор Ріаль — один з трьох найкращих бомбардирів турніру

| Місце | Гравець                   | Голи |
| ----- | ------------------------- | ---- |
| 1     | Ектор Ріаль («Реал»)      | 3    |
| 1     | Едуардо Ріканьї («Мілан») | 3    |
| 1     | Леон Гловацький («Реймс») | 3    |